# Comuna de Borzęcin
Borzęcin (polaco: Gmina Borzęcin) é uma gminy (comuna) na Polónia, na voivodia de Pequena Polónia e no condado de Brzeski (małopolski). A sede do condado é a cidade de Borzęcin.
De acordo com os censos de 2004, a comuna tem 8405 habitantes, com uma densidade 81,8 hab/km².

## Área
Estende-se por uma área de 102,73 km², incluindo:
- área agricola: 68%
- área florestal: 23%

## Demografia
Dados de 30 de Junho 2004:
|                      | Total   | Total | Mulheres | Mulheres | Homens  | Homens |
| -------------------- | ------- | ----- | -------- | -------- | ------- | ------ |
|                      | pessoas | %     | pessoas  | %        | pessoas | %      |
| População            | 8405    | 100   | 4292     | 51,1     | 4113    | 48,9   |
| Densidade (pop./km²) | 81,8    | 100   | 41,8     | 41,8     | 40      | 40     |

De acordo com dados de 2002, o rendimento médio per capita ascendia a 1272,33 zł.

## Subdivisões
- Bielcza, Borzęcin, Jagniówka, Łęki, Przyborów, Waryś.

## Comunas vizinhas
- Brzesko, Dębno, Radłów, Szczurowa, Wierzchosławice, Wojnicz